# Araptus
Araptus är ett släkte av skalbaggar. Araptus ingår i familjen vivlar.

## Dottertaxa tillAraptus, i alfabetisk ordning[1]
- Araptus accinctus
- Araptus amazonicus
- Araptus araucariae
- Araptus araujiae
- Araptus argentiniae
- Araptus attenuatus
- Araptus aztecus
- Araptus blanditus
- Araptus bolivianus
- Araptus brasiliensis
- Araptus camerunus
- Araptus carinifrons
- Araptus chilensis
- Araptus columbianus
- Araptus concentralis
- Araptus conditus
- Araptus confinis
- Araptus confluens
- Araptus consobrinus
- Araptus corpulentus
- Araptus costaricensis
- Araptus crassulus
- Araptus crassus
- Araptus cribricollis
- Araptus cribripennis
- Araptus cubensis
- Araptus cuspidis
- Araptus decorulus
- Araptus decorus
- Araptus delicatus
- Araptus dentifrons
- Araptus deyrollei
- Araptus dubiosus
- Araptus dubius
- Araptus eggersi
- Araptus eggersianus
- Araptus elongatus
- Araptus eruditus
- Araptus exigialis
- Araptus facetus
- Araptus fossifrons
- Araptus foveifrons
- Araptus franzi
- Araptus frenatus
- Araptus frontalis
- Araptus frontis
- Araptus frugalis
- Araptus furvescens
- Araptus furvus
- Araptus genealis
- Araptus glabricollis
- Araptus gracilens
- Araptus gracilentus
- Araptus gracilis
- Araptus grandis
- Araptus granulatus
- Araptus granulipennis
- Araptus guadeloupanus
- Araptus hostilis
- Araptus hymenaeae
- Araptus imitatrix
- Araptus impensus
- Araptus incommodus
- Araptus incompositus
- Araptus insinuatus
- Araptus interjectus
- Araptus laevigatus
- Araptus laevis
- Araptus laudatus
- Araptus lepidus
- Araptus leptus
- Araptus limax
- Araptus linearis
- Araptus macer
- Araptus medialis
- Araptus mendicus
- Araptus micaceus
- Araptus micropilosus
- Araptus minutissimus
- Araptus montanus
- Araptus morigerus
- Araptus mucunae
- Araptus nanulus
- Araptus niger
- Araptus nigrellus
- Araptus nitidipennis
- Araptus nitidulus
- Araptus novateutonicus
- Araptus nudus
- Araptus obesus
- Araptus obscurus
- Araptus obsoletus
- Araptus oleanderi
- Araptus pallidus
- Araptus paranae
- Araptus placatus
- Araptus placetulus
- Araptus plaumanni
- Araptus politus
- Araptus poricollis
- Araptus pubescens
- Araptus punctatissimus
- Araptus refertus
- Araptus robustus
- Araptus rufopalliatus
- Araptus schedli
- Araptus schwarzi
- Araptus sobrinus
- Araptus sparsepunctatus
- Araptus speciosus
- Araptus splendidulus
- Araptus sulcatus
- Araptus tabogae
- Araptus tenellus
- Araptus tenuis
- Araptus teres
- Araptus trepidus
- Araptus umbraticus
- Araptus vesculus
- Araptus vinnulus
- Araptus volastos
- Araptus xylotrupes